# Campeonato Europeo de Waterpolo Femenino de 2001
El IX Campeonato Europeo Femenino de waterpolo se celebró en Budapest (Hungría) entre el 16 y el 23 de junio de 2001, bajo la organización de la Liga Europea de Natación (LEN).

## Países participantes
| Grupo A  | Grupo B      |
| -------- | ------------ |
| Alemania | España       |
| Grecia   | Francia      |
| Italia   | Hungría      |
| Rusia    | Países Bajos |

## Fase preliminar
Los primeros clasificados de cada grupo pasan directamente a las semifinales mientras que los segundos y terceros se cruzan en cuartos de final.

### Grupo A
| Equipo   | J | G | E | P | GF | GC | DG  | PTS |
| -------- | - | - | - | - | -- | -- | --- | --- |
| Italia   | 3 | 3 | 0 | 0 | 21 | 16 | +5  | 6   |
| Rusia    | 3 | 2 | 0 | 1 | 27 | 18 | +9  | 4   |
| Grecia   | 3 | 1 | 0 | 2 | 17 | 19 | -2  | 2   |
| Alemania | 3 | 0 | 0 | 3 | 19 | 31 | -12 | 0   |

### Grupo B
| Equipo       | J | G | E | P | GF | GC | DG  | PTS |
| ------------ | - | - | - | - | -- | -- | --- | --- |
| Hungría      | 3 | 2 | 1 | 0 | 38 | 19 | +19 | 5   |
| Países Bajos | 3 | 2 | 1 | 0 | 29 | 20 | +9  | 5   |
| España       | 3 | 1 | 0 | 2 | 19 | 26 | -7  | 2   |
| Francia      | 3 | 0 | 0 | 3 | 10 | 31 | -21 | 0   |

## Fase final
|  | Cuartos final | Cuartos final |         |    | Semifinales | Semifinales      |                  |        | Final | Final |  |
|  |               |               |         |    |             |                  |                  |        |       |       |  |
|  |               |               |         |    |             |                  |                  |        |       |       |  |
|  |               |               |         |    |             |                  |                  |        |       |       |  |
|  |               |               |         |    |             |                  |                  |        |       |       |  |
|  |               |               |         |    |             |                  |                  |        |       |       |  |
|  |               | Italia        | 7       |    |             |                  |                  |        |       |       |  |
|  |               |               | 7       |    |             |                  |                  |        |       |       |  |
|  |               |               | Grecia  | 1  |             |                  |                  |        |       |       |  |
|  | Países Bajos  | 5             | Grecia  | 1  |             |                  |                  |        |       |       |  |
|  | Países Bajos  | 5             |         |    |             |                  |                  |        |       |       |  |
|  | Grecia        | 7             |         |    |             |                  |                  |        |       |       |  |
|  | Grecia        | 7             |         |    |             |                  |                  | Italia | 8     |       |  |
|  |               |               |         |    |             |                  |                  | Italia | 8     |       |  |
|  |               |               | Hungría | 10 |             |                  |                  |        |       |       |  |
|  |               |               | Hungría | 10 |             |                  |                  |        |       |       |  |
|  |               |               |         |    |             |                  |                  |        |       |       |  |
|  |               |               |         |    |             |                  |                  |        |       |       |  |
|  |               | Hungría       | 7       |    |             | 3.er y 4.º lugar | 3.er y 4.º lugar |        |       |       |  |
|  |               |               | 7       |    |             | 3.er y 4.º lugar | 3.er y 4.º lugar |        |       |       |  |
|  |               |               | Rusia   | 6  |             |                  |                  |        |       |       |  |
|  | Rusia         | 11            | Rusia   | 6  |             |                  | Grecia           | 5      |       |       |  |
|  | Rusia         | 11            |         |    |             |                  | Grecia           | 5      |       |       |  |
|  | España        | 5             |         |    |             |                  |                  |        | Rusia | 8     |  |
|  | España        | 5             |         |    |             |                  |                  |        | Rusia | 8     |  |
|  |               |               |         |    |             |                  |                  |        |       |       |  |

| Hungría         |
| Campeón HUNGRÍA |

## Clasificación general
| 1. Hungría      |
| 2. Italia       |
| 3. Rusia        |
| 4. Grecia       |
| 5. Países Bajos |
| 6. España       |
| 7. Alemania     |
| 8. Francia      |

## Galardones individuales
- Jugadora Más Valiosa

-  Mercédesz Stieber

- Mejor Portera

-  Francesca Conti

- Máxima Goleadora

-  Ágnes Primász — 14 goles